# Vagn Ingerslev
Vagn Ingerslev (ur. 23 marca 1885 w Fanefjord, zm. 28 grudnia 1952 w Kopenhadze) – duński tenisista i prawnik.

## Lata młodości
Syn lekarzy Axela Olafa Valdemara i Camilli Juliany Frederikki. W 1902 ukończył szkołę z internatem (Herlufsholm).

## Kariera prawnicza i praca
Od 8 lutego 1908 pracował jako adwokat w Kopenhadze, a 1 kwietnia 1910 rozpoczął pracę w ministerstwie kultury jako asystent. Od 17 października 1921 był pełnomocnikiem ministra kościoła (Kirkeministeriet). Od 29 stycznia do 1 lutego 1923 pełnił tę samą funkcję w ministerstwie edukacji. W 1930 odszedł na emeryturę i zasiadał w radzie dyrektorskiej Mellem- og Realskolers Pensionskasse. Od 1 kwietnia 1934 do 31 marca 1939 zatrudniony w Østifternes Kreditforening.

## Kariera tenisowa
Dwudziestokrotny mistrz Danii w singlu i deblu. W grze pojedynczej wygrywał w 1909, 1912, 1913, 1914, 1915, 1917, 1918, 1919, 1920 i 1921 (na otwartej powierzchni) oraz 1917, 1918, 1919, 1920 i 1921 (w hali), a w deblu zwyciężał w 1918, 1919 i 1920 (na otwartej powierzchni, za każdym razem w parze z Ove Frederiksenem) oraz 1917 i 1920 (w hali; za pierwszym razem w parze z Erikiem Tegnerem, a za drugim – z Ove Frederiksenem).
W 1912 wystartował na igrzyskach olimpijskich w singlu na korcie otwartym i deblu na korcie otwartym. W grze pojedynczej zajął 9. miejsce. W pierwszej rundzie rywalizacji pokonał swojego rodaka Jørgena Arenholta w czterech setach – 6:2, 1:6, 6:0, 6:4, w drugiej pokonał Szweda Thorstena Grönforsa w trzech setach – 6:1, 6:2, 6:2, a w trzeciej przegrał z późniejszym zwycięzcą zawodów Charlesem Winslowem ze Związku Południowej Afryki w trzech setach – 4:6, 6:8, 4:6. W grze podwójnej w parze z Arenholtem uplasował się na 15. pozycji. W pierwszej rundzie duński debel odpadł po porażce z południowoafrykańską parą (Harold Kitson/Charles Winslow) w trzech setach – 4:6, 1:6, 4:6.
W 1921 i 1922 grał w duńskim zespole w Pucharze Davisa (rozegrał cztery spotkania singlowe, z których wygrał jedno).
Reprezentował Kjøbenhavns Boldklub.

## Życie prywatne
31 marca 1931 w katedrze Marii Panny w Kopenhadze wziął ślub z młodszą od siebie o trzynaście lat prawniczką Ellen Johanną Pouliną Hansen.